# Bogdan Kominowski

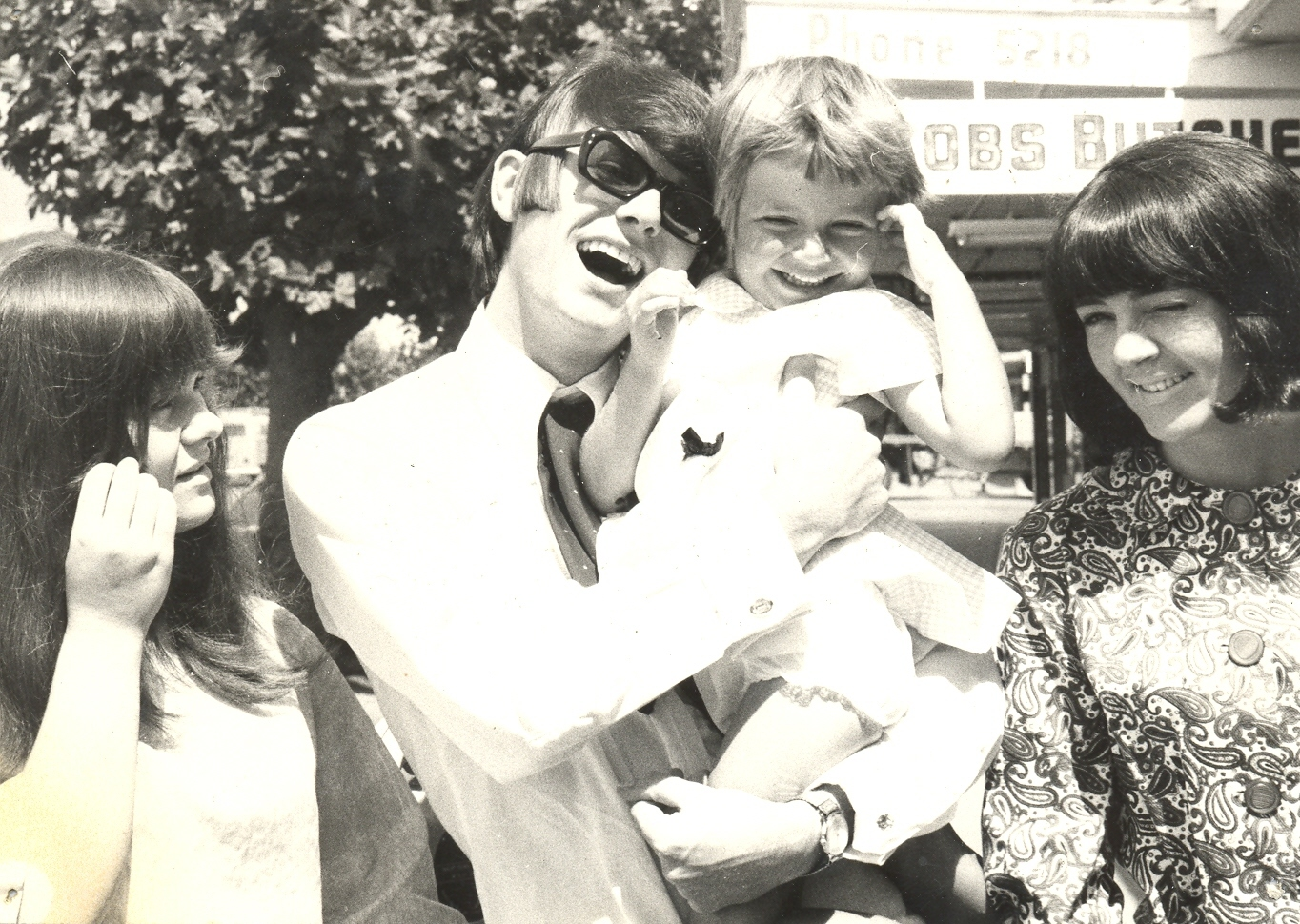
Bogdan Kominowski als Mr. Lee Grant (1968)

Bogdan Charis Kominowski (* 22. April 1945 in einem KZ bei Düsseldorf) ist ein neuseeländischer Schauspieler und Sänger.
Kominowski entstammt einer polnisch-jüdischen Familie. Nach dem Tod seines Vaters wanderte er mit seiner Mutter 1949 nach Neuseeland aus. Dort war er während seiner Zeit als Sänger in den 1960er-Jahren als Mr. Lee Grant bekannt. Er vermied so eine Verwechslung mit einer neuseeländischen Schauspielerin gleichen Namens. Sein erster Nummer-1-Hit in Neuseeland war 1963 der Song Opportunity.
Bogdan Kominowski ist auch als Schauspieler tätig und spielte u. a. in den Filmen Flash Gordon, Comeback und Im Angesicht des Todes.

## Filmografie (Auswahl)
- 1980: Flash Gordon
- 1985: James Bond 007 – Im Angesicht des Todes (A View to a Kill)
- 2004: The Bill (Fernsehserie, 1 Folge)
- 2014: Jack Ryan: Shadow Recruit
- 2014: Vera – Ein ganz spezieller Fall (Vera, Fernsehserie, 1 Folge)